# Arx Fatalis
Arx Fatalis là một game nhập vai góc nhìn người thứ nhất nguồn mở dành cho hai hệ máy Xbox và PC, do hãng Arkane Studios của Pháp phát triển và JoWood Productions, Dreamcatcher Interactive phụ trách phát hành vào tháng 11 năm 2002 tại Hoa Kỳ và 28 tháng 6 cùng năm tại Châu Âu.
Thiết kế của Arx Fatalis chịu nhiều ảnh hưởng của nhiều game không còn tồn tại hiện nay của hãng Looking Glass Studios, đặc biệt là Ultima Underworld. Ý tưởng ban đầu của nhà sản xuất là dự định biến Arx Fatalis thành một phiên bản thứ 3 cho dòng game Ultima Underworld, tuy nhiên họ không xin được giấy phép cho thương hiệu UW.

## Cốt truyện
Arx Fatalis lấy bối cảnh một thế giới giả tưởng. Thế giới Arx bị đe dọa bởi sức nóng khủng khiếp của mặt trời và các loài sinh vật buộc phải lánh mình trong các hang động dưới mặt đất. Các màn chơi trong Arx sẽ diễn ra trong những hang động rộng lớn này nơi mà các chủng tộc như Troll, Goblin, Dwarve và Loài người cùng sinh sống.
Người chơi trong vai nhân vật chính sẽ tỉnh dậy trong một nhà ngục. Sau khi thoát ra ngoài, người chơi sẽ bắt đầu cuộc hành trình của mình, và cuối cùng khám phá ra rằng mình có nhiệm vụ to lớn là phải lật đổ và phong ấn Thần hủy diệt (God of Destruction) Akbaa, kẻ đang cố gắng thực hiện dã tâm nhằm thống trị và kiểm soát các chủng tộc tại Arx.

## Cách chơi
Arx Fatalis có lối chơi theo kiểu kết thúc mở, cho phép người chơi phân phối điểm kỹ năng lên bốn yếu tố bao gồm phù phép, vũ khí, áo giáp và sự lén lút để xây dựng nên những kiểu nhân vật tùy thuộc vào loại vũ khí mang theo.
Bên cạnh những nhiệm vụ chính, người chơi có thể thực hiện một vài nhiệm vụ phụ liên quan đến việc tìm những món đồ bị thất lạc và giải đố. Kiểu chế đồ của game khá đơn giản chỉ bao gồm tăng cường các chỉ số như sức mạnh, sức sát thương, phòng thủ và độ bền của các loại đồ quân dụng và vũ khí khác nhau, để có thể chế tạo một món đồ mới tốt hơn, người chơi cần thu thập đủ các nguyên liệu cần thiết và kết hợp chúng lại với nhau.
Ngoài ra người chơi có thể kiếm được một vài loại thực phẩm trong suốt quá trình diễn biến của game, một số thì ăn sống, số khác có thể nấu chín được như bánh mì tròn, đùi gà, cá, bánh nướng và thịt sườn. Những mẩu đối thoại trong game sẽ không hiện ra trên màn hình, thay vào đó nhân vật sẽ trực tiếp báo cáo cho người chơi nghe tình trạng của anh ta hoặc những gì cần thiết để thi hành nhiệm vụ.
Cốt truyện của game được xây dựng theo hướng tuyến tính xoay quanh mục tiêu quan trọng nhất của người chơi là thu thập đủ các loại đồ vật khác nhau để rèn một thanh kiếm thần có sức mạnh vô đối nhằm tiêu diệt Akbaa trong trận chiến sinh tử vào cuối trò chơi.

## Điều khiển
Một điểm thú vị về giao diện trực quan của Arx Fatalis chính là hệ thống phép thuật. Sử dụng chuột và phím Ctrl để kích hoạt ký hiệu phép thuật (rune) và phải trực tiếp điều khiển chuột vẽ lại những ký hiệu đó nếu muốn triệu tập một phép thuật nào (cast spell), nếu người chơi vẽ không đúng thì không thể gọi phép được. Bên cạnh đó, người chơi cũng cần vẽ sẵn ít nhất là 3 ký hiệu pháp thuật để có thể dùng ngay lập tức trong các trận đánh cũng như trong các cuộc thám hiểm. Ngoài ra game cho phép người chơi tìm kiếm hoặc mua các loại rune khác nhau trong suốt cuộc hành trình, kết hợp các loại rune sẽ mở khóa các phép thuật mới.
Giao diện hành động đã được đơn giản hóa cho phiên bản Xbox vì lý do giới hạn phần điều khiển trên tay cầm của hệ máy này. Mỗi hướng của nút pad định hướng tương ứng với một hướng chuột khác nhau và sự kết hợp khác nhau của hướng được nhập vào với các phím định hướng để vẽ rune và gọi phép tương ứng. Một hàng đợi lên đến 3 phép thuật có thể được sắp xếp trước, sẵn sàng được kích hoạt chỉ nhờ nút bấm A. Ngoài ra còn có chế độ phép thuật ngay lập tức cho phép người chơi chỉ cần chọn các phép mà họ ưu thích từ danh sách các phép thuật đã học được trong suốt quá trình chơi.
Ngoài ra, game còn hỗ trợ chế độ lén lút sẽ hoạt động khi bạn nhìn thấy biểu tượng lén lút xuất hiện trên giao diện. Trong chế độ này sẽ giúp người chơi không bị đối phương phát hiện khi đang ở trong những vùng tối tăm, thậm chí cả những nhân vật NPC do máy điều khiển cũng không thể nhìn thấy được.

## Phát hành mã nguồn
Vào ngày 14 tháng 1, 2011 Arkane Studios sẽ phát hành patch 1.21 và mã nguồn của game dựa theo các điều khoản của Giấy Phép Công Cộng Chung GNU (GPL) Lưu trữ ngày 5 tháng 4 năm 2015 tại Wayback Machine.